# Syväri (Joensuu, Norra Karelen, Finland)
Syväri är en sjö i Finland. Den ligger i kommunen Joensuu i landskapet Norra Karelen, i den sydöstra delen av landet, 400 km nordost om huvudstaden Helsingfors. Syväri ligger 110 meter över havet. Den är 21,7 meter djup. Arean är 3,1 hektar och strandlinjen är 1,05 kilometer lång. Sjön  ingår i Vuoksens huvudavrinningsområde.   I omgivningarna runt Syväri växer i huvudsak blandskog.